# Церковь Всех Святых (Венеция)
Церковь Всех Святых, или Церковь Оньиссанти (итал. La сhiesa di Ognissanti) — римско-католическая церковь в Венеции, расположенное в районе Дорсодуро.

## История
В 1400 году на территории, которую сейчас занимает церковь, находился монастырь монахинь-цистерцианок, переехавших сюда после вынужденного запустения острова Торчелло в Венецианской лагуне. В 1472 году был построен Оспедале (приют) с пристроенной небольшой церковью, которая в 1505 году была заменена нынешним зданием, освящённым в 1586 году.
В 1807 году церковь и монастырь были упразднены Наполеоном Бонапартом и оставались заброшенными до тех пор, пока комплекс не был приспособлен под дом престарелых благодаря завещанию графини Элизабетты Михель, жены сенатора Джобатты Джустиниана, венецианского патриция и первого бургомистра Венеции в составе итальянского государства.
После долгих поисков подходящего места муниципалитет Венеции передал монастырь Оньисанти благотворительному учреждению, которое стало «региональной специализированной больницей для лечения болезней пожилых людей». Больница просуществовала до середины девяностых годов, а церковь, находящаяся на территории больницы, была частично восстановлена для проведения богослужений.

## Архитектура и произведения искусства
Все фасады церкви, включая главный, предельно просты по архитектуре. Они оформлены пилястрами, большими арочными окнами и аркатурой на боковых фасадах. Слева к церкви примыкает колокольня с барочным куполом. Церковь имеет один неф и три апсиды. Интерьер также прост, но он украшен пышными барочными алтарями.

## Галерея

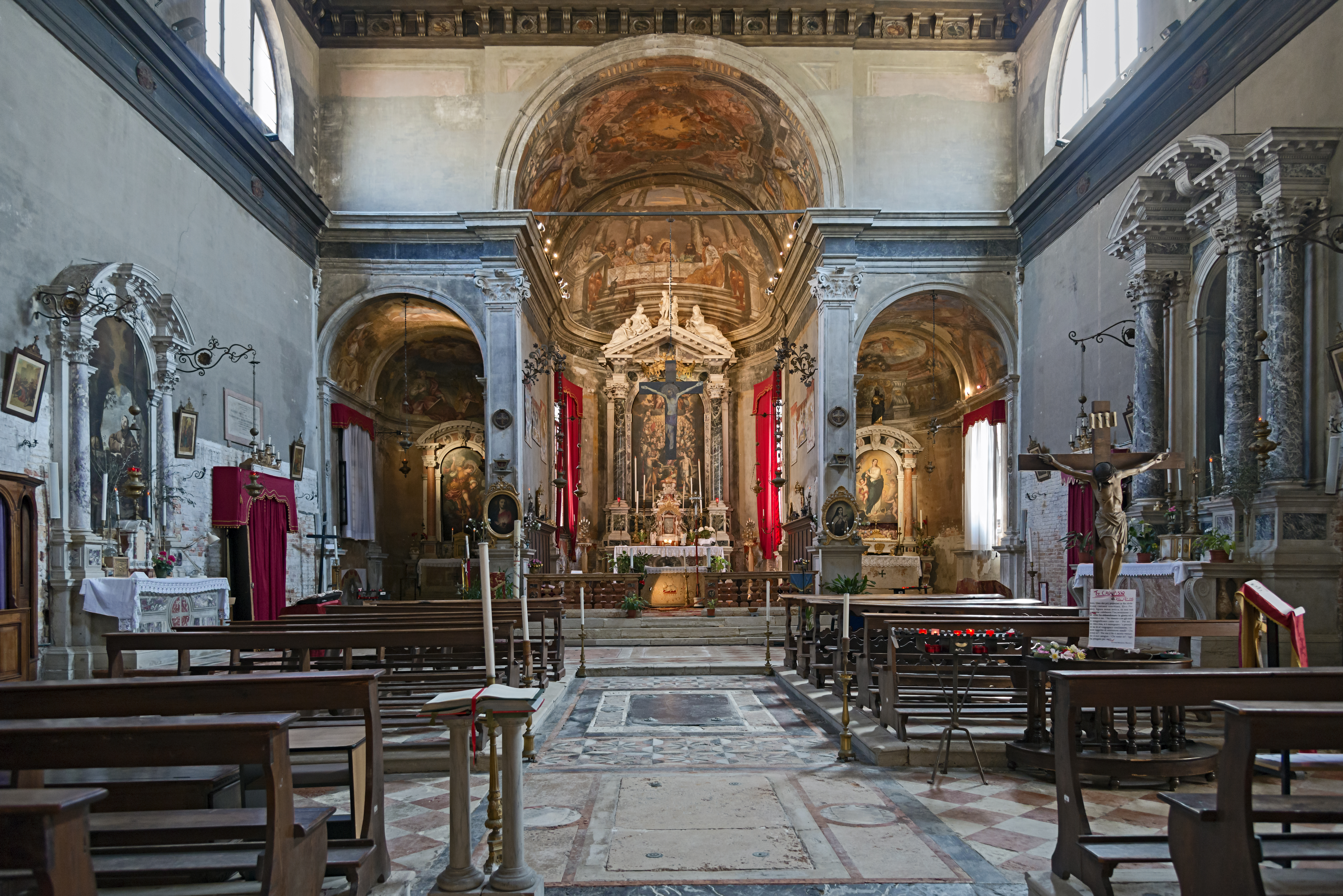
Интерьер церкви
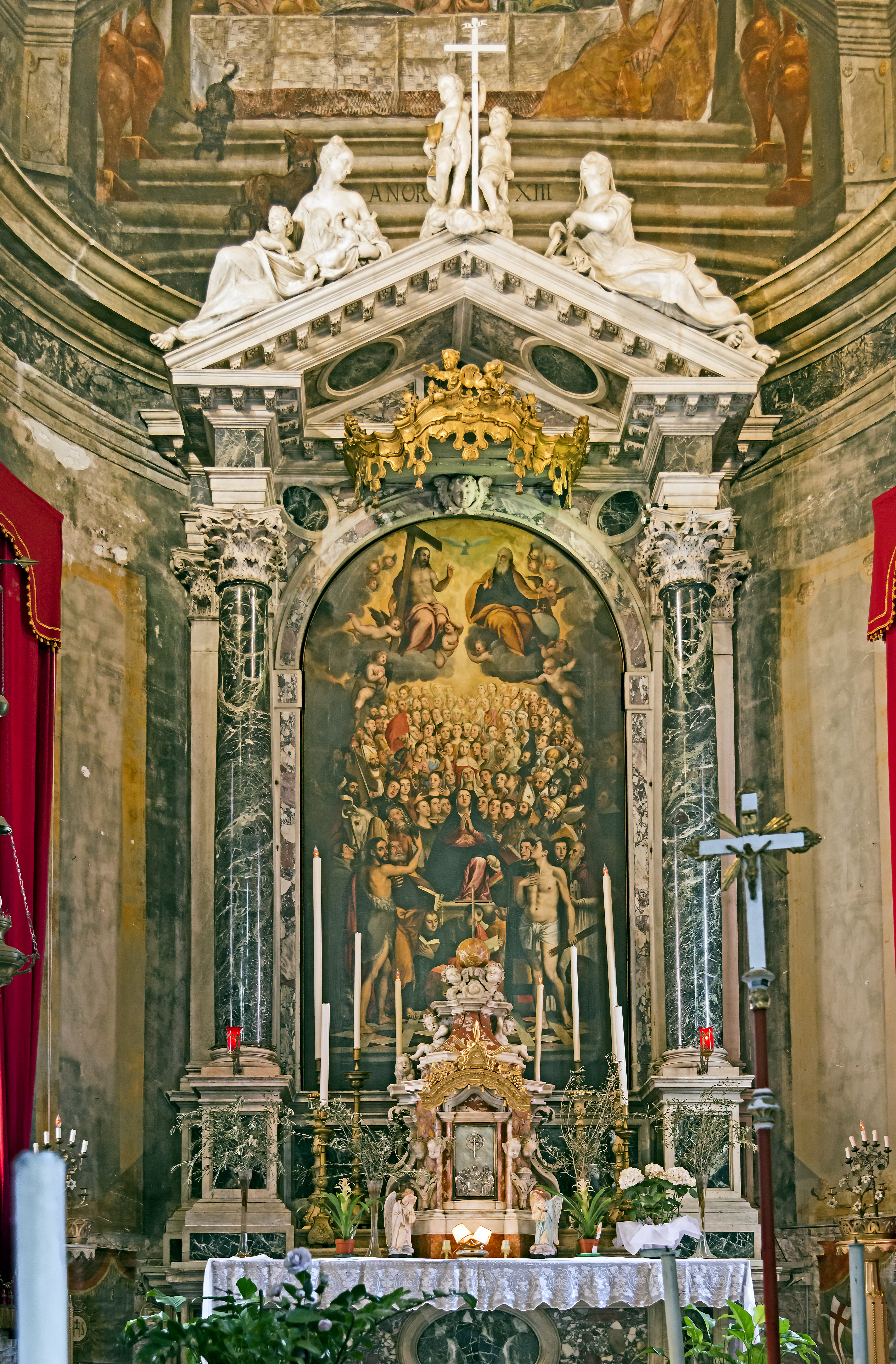
Главный алтарь
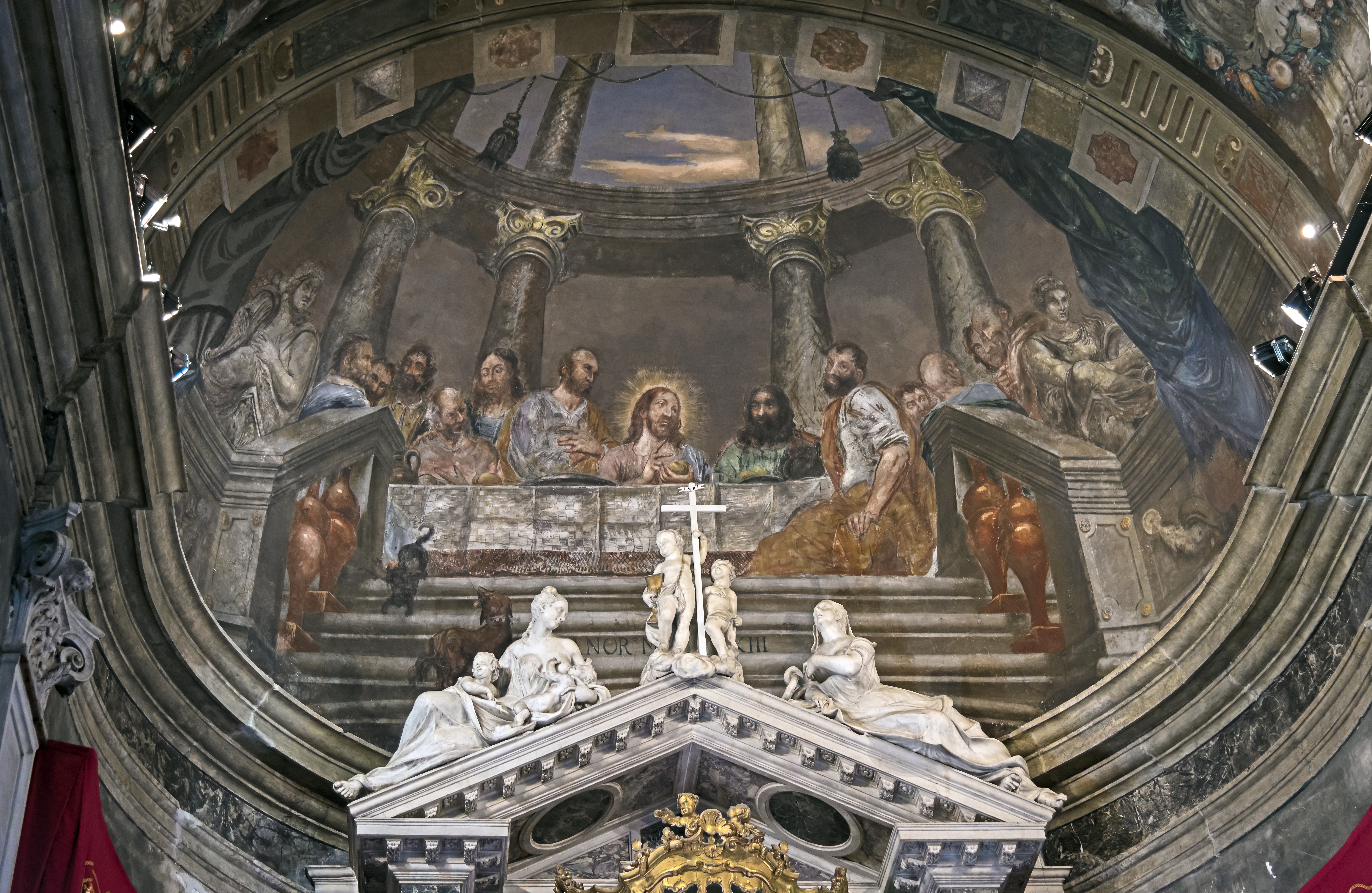
Фреска конхи апсиды
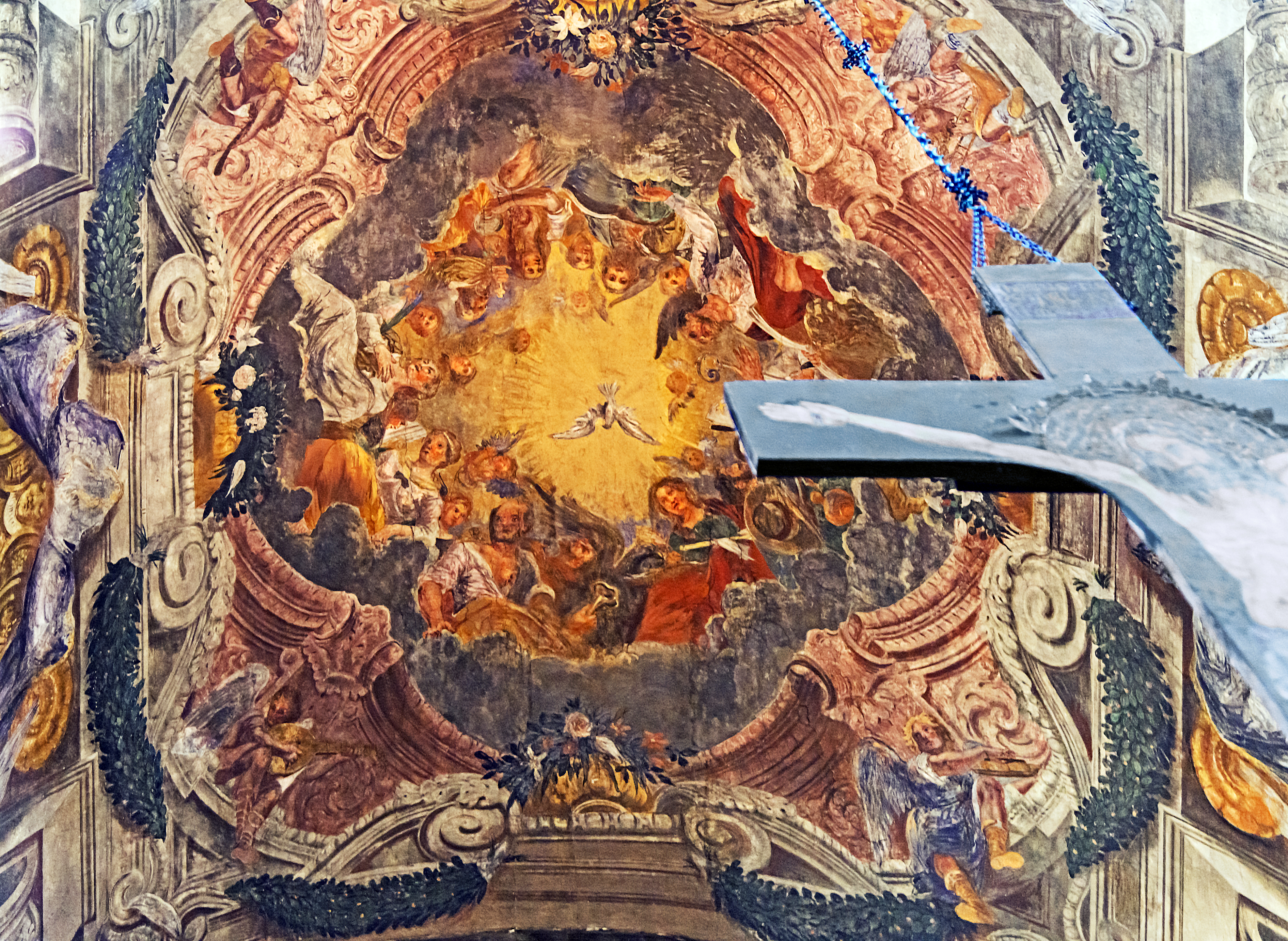
Роспись свода хора